# Norrifjärden
Norrifjärden är en fjärd i Finland.   Den ligger i landskapet Österbotten, i den sydvästra delen av landet, 400 km nordväst om huvudstaden Helsingfors.
Norrifjärden ligger mellan Halsön i nordväst och fastlandet i söder och öster. I väster ansluter den till Korsungfjärden vid Långgrynnan och i norr till Märskatströmmen vid Långbådan.